# Sociedad Española de Inmunología
La Sociedad española de Inmunología (SEI) es una organización sin ánimo de lucro reconocida y constituida en España. Está dedicada a promover la excelencia y el soporte de la investigación, la docencia y la práctica clínica en inmunología.
La SEI tiene actualmente 1.269 miembros en el campo de salud, investigación, docencia universitaria e industria, casi todos en territorio español, pero también latinoamericano. Fue fundada en 1975 por  el Dr. Fernando Ortiz Masllorens.
La sociedad organiza cada año un congreso nacional en ciudades españolas diferentes y la revista oficial de la sociedad se denomina Inmunología. La revista fue fundada en 1982,  como publicación trimestral en español e inglés en la biología, fisiología y patología del sistema inmunitario.
Cuenta con la Fundación Inmunología y Salud (FIyS) que gestiona la sociedad.
* MISIÓN Es una sociedad médico-científica que promueve el desarrollo y avance de la Inmunología como ciencia de la vida y la salud, y defiende los intereses científicos y profesionales de sus socios.
- VISIÓN Ser el núcleo para establecer redes profesionales, el foro de debate científico y académico de la inmunología y ser referente para instituciones y organizaciones en todo lo relativo a la Inmunología. Que la inmunología sea visible y accesible a toda la población. Fomentar la integración y multidisciplinariedad con sociedades y grupos relacionados con la Inmunología.
- VALORES Todo esto se quiere hacer desde la evidencia científica, la responsabilidad profesional, la conciencia social y las necesidades presentes y futuras. La Sociedad buscará la paridad y la inclusividad y se regirá, para el desarrollo de la Inmunología, con transparencia, independencia e integridad.

Asociada con EFIS (European Federation of Immnunolgical Societies), IUIS (International Union of Immunological Societies), FOCIS (Federation Of Clinical Immunology Societies), FACME (Federación de Asociaciones Cientifico Médicas Españolas) and COSCE (Confederación de Sociedades Científicas de España).
- Datos: Q7573304